# Jean-Baptiste Deban de Laborde
Pour les articles homonymes, voir Deban et Laborde.

Blason du baron d'Empire J.B. Deban de Laborde (1769-1809)

Jean-Baptiste Deban de Laborde, dit Laborde (1769-1809) est un militaire de l'époque de la Révolution française et de l'Empire. Officier de cavalerie, il est colonel du 8e régiment de hussards de 1805 à 1809. Il est tué à la bataille de Wagram, à la tête de son régiment, le 6 juillet 1809.

## Biographie
Il est né à Paris le 14 novembre 1769 (baptême), de Jean Baptiste Deban de Laborde et Marie Joseph Henriette De Mouy. Son père, originaire de Nozay au nord de Nantes, était, dans les dernières années du règne de Louis XV, officier pensionné aux Gardes françaises.
Il s'engage dans l'armée royale en 1786 à 17 ans et accomplit une carrière militaire sous le Consulat et l'Empire. Il est alors connu sous le nom de Laborde.

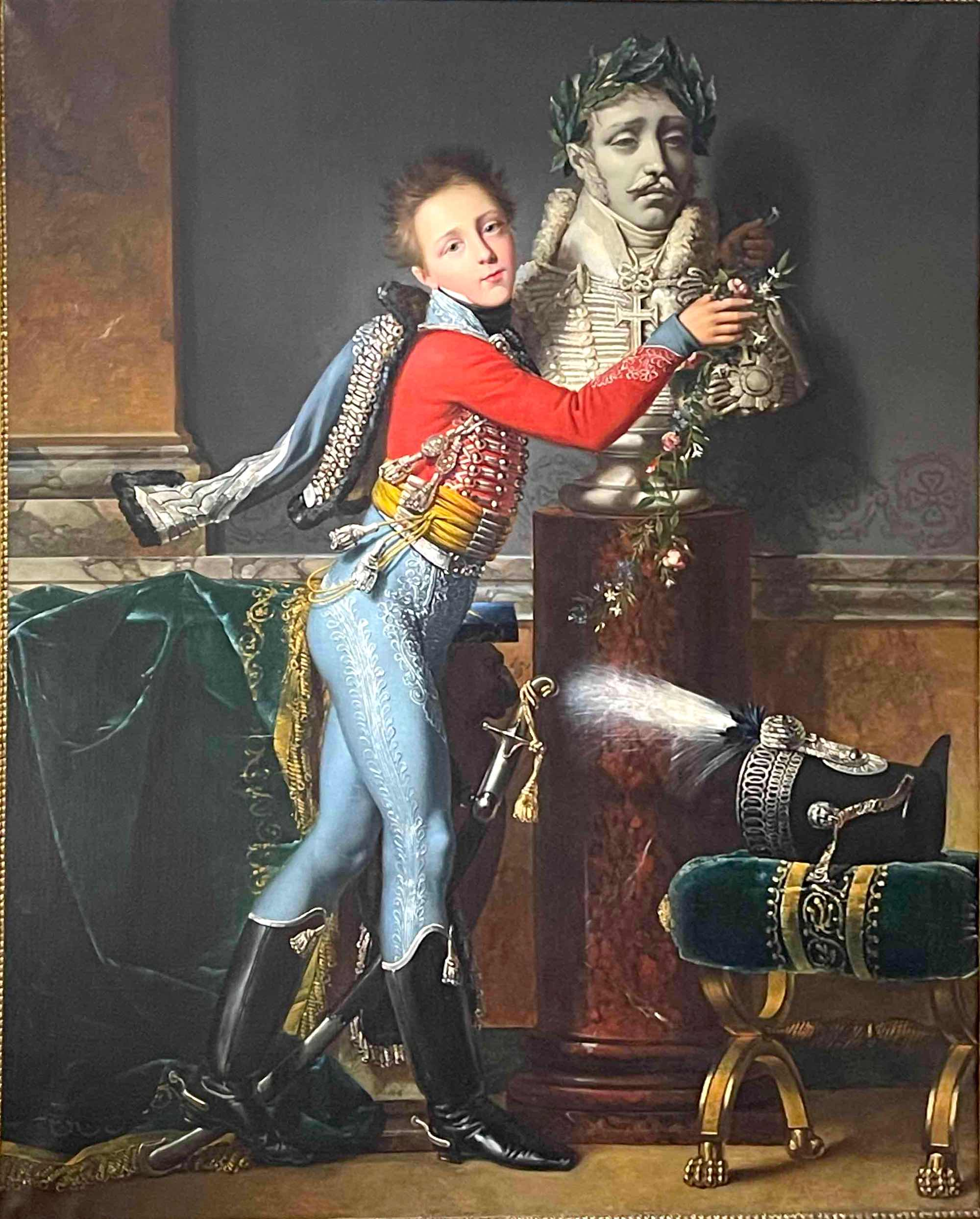
Alexandre-Jean Dubois-Drahonet, Portrait d’Édouard-César Deban de Laborde, avec un buste de son père, 1817.

Il épouse en 1801 Mademoiselle Scheux, fille d'un commerçant, dont il a deux fils, l'aîné Édouard-César qui meurt sans descendance en 1851 et le cadet Achille Dedeban né en 1808, officier de cavalerie (colonel du 4e cuirassiers) mort en 1888 ; ce dernier prend le titre de baron à la mort de son frère et fait modifier son nom en 1863 en Dedeban de Laborde.
La fougue guerrière de Laborde a marqué les esprits si l'on suit la duchesse d'Abrantès, épouse du général Junot dont Laborde a  été aide-de-camp : « De tout son état-major Junot ne garda que M. de Laborde. C'était le plus excellent, le plus digne des hommes, si dévoué à son général !... un cœur si français!... une bravoure si franchement brave... « Allons, Laborde, lui disait l'empereur le jour de la bataille d'Austerlitz en lui donnant des ordres, prends ces deux régiments, marche à ce village , et conduis-moi ces braves gens-là à la Laborde... » Lorsque M. de Laborde répétait ce mot, il pleurait comme un enfant... J'ai beau chercher autour de moi, je ne trouve plus de caractères comme ceux-là... C'est que le génie qui les inspirait s'est éteint aussi sur les rocs de Sainte-Hélène. ». Ailleurs la duchesse l'évoque sous un autre jour : « C'était un adjudant de place nommé Laborde, le plus madré et le plus fûté des hommes. Sa figure et sa tournure étaient impayables. Albert, qui le voyait pour la première fois, aurait voulu avoir un crayon pour en faire le croquis ».

## Carrière militaire

### Soldat et sous-officier
En avril 1786 Jean-Baptiste Deban de Laborde s'engage dans le régiment des Gardes françaises où son père a été officier. Son régiment se joint à la foule et participe à la prise de la Bastille le 14 juillet 1789. Il fait sans doute ensuite partie de la Garde nationale comme nombre de ses compagnons d'armes à partir de la fin 1789.
Il intègre le 10e régiment de dragons de mars 1791 à mars 1792, puis passe d'avril 1792 à juillet 1793 au 6e régiment de cavalerie (« ci-devant » Régiment du Roi cavalerie) et y obtient le grade de maréchal des logis. Il prend part à la campagne de Belgique de l'armée de Dumouriez et participe au siège de Lille à l'automne 1792 et à la bataille de Neerwinden le 18 mars 1793. 
En août 1793 il rejoint le 19e régiment de chasseurs à cheval avec le grade de maréchal des logis-chef. Il participe à la bataille de Wissembourg en décembre 1793 et à la campagne du Palatinat en 1794. Il est nommé sous-lieutenant le 20 mai 1794.

### Officier

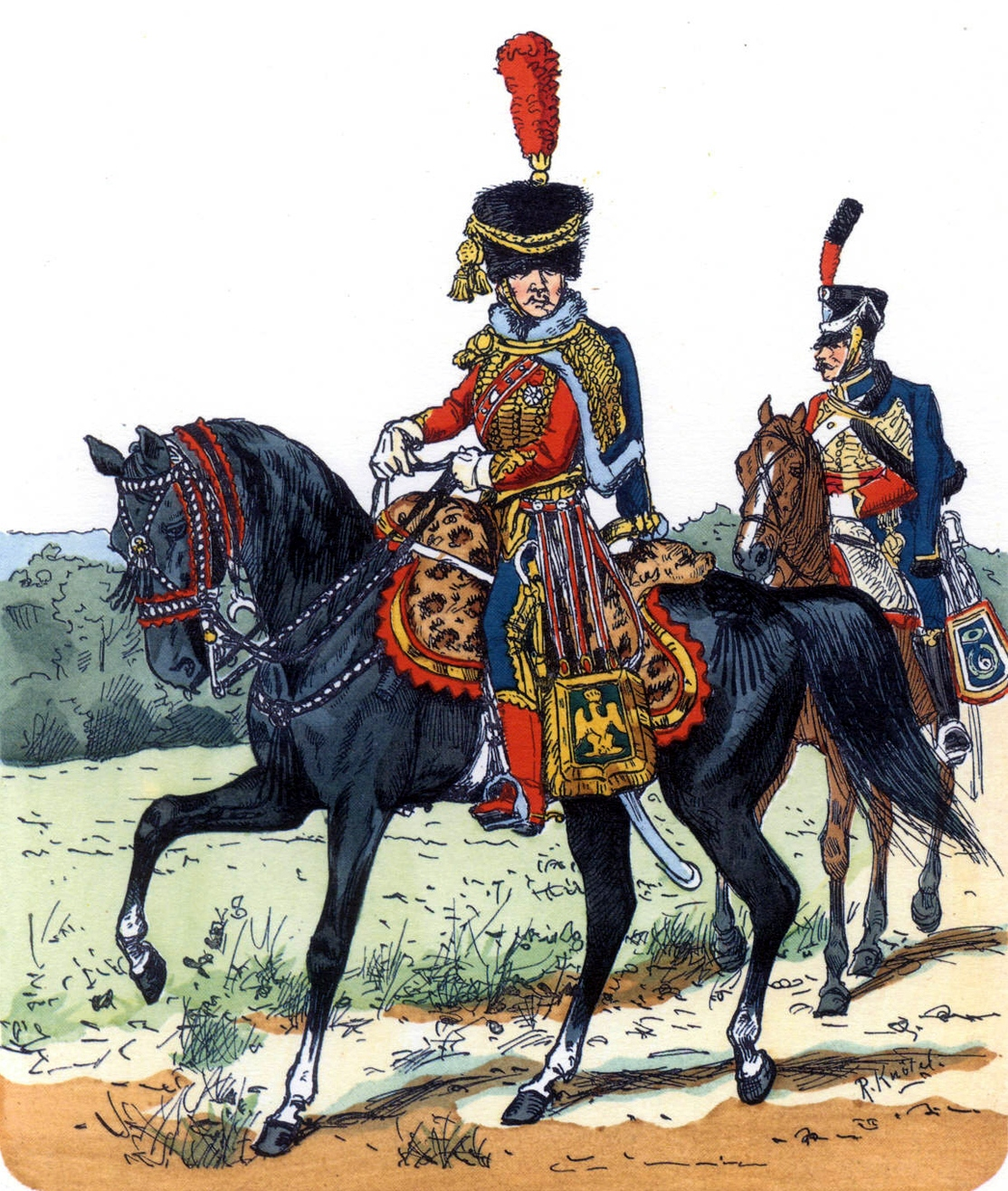
Officier et hussard du Premier Empire.

Laborde est nommé aide de camp du général Lefebvre le 24 décembre 1794 à l'armée de la Moselle, puis à l'armée de Sambre-et-Meuse près du général Patel en 1797. Il est à l'armée d'Allemagne quand il obtient le grade de lieutenant le 16 juillet 1797). Il est bien noté par ses supérieurs comme le général Lefebvre, qui apprécie l'intrépidité du lieutenant Laborde, « bon officier de troupes légères ». Il devient capitaine le 17 janvier 1799.
Le 5 avril 1800, il passe près du général Berthier, commandant en chef de l'armée de réserve. Il prend part à la deuxième campagne d'Italie et est fait chef d'escadron sur le champ de bataille de Marengo le 14 juin 1800. Remarqué par Bonaparte, il reçoit le 2 janvier 1801 un sabre d'honneur donné par le Premier consul au lendemain de la bataille au cours de laquelle, selon la duchesse d'Abrantès, « la plus brillante action l'avait fait remarquer ; il était alors aide-de-camp de Berthier ».
Le 13 octobre 1800, il est nommé aide de camp du général Junot, général de division et gouverneur de Paris, puis commandant la division de grenadiers en formation à Arras dans l'objectif d'une invasion de l'Angleterre (il est remplacé à Paris dans l'hiver 1803-1804 par Joachim Murat). Laborde le suit et est affecté à un des dix régiments de grenadiers de la réserve qui constituent, avec 8 000 hommes, une troupe d'élite qu'inspecte l'empereur Napoléon en juillet 1804.
Jean-Baptiste Deban de Laborde est fait chevalier de la Légion d'honneur le 14 avril 1804.

### Colonel
Le 6 février 1805, il est nommé colonel. Il accompagne peu après, en qualité d'aide de camp, le général Junot qui vient d'être nommé ambassadeur au Portugal. Parti de France fin février 1805, il est de retour à Paris en novembre.  
Il participe ensuite à la campagne d'Allemagne et en particulier à la bataille d'Austerlitz le 2 décembre 1805. Il reçoit le commandement du 8e régiment de hussards le 27 décembre 1805.
C'est ensuite la campagne de Prusse et de Pologne en 1806-1807, marquée par les batailles d'Iéna (14 octobre 1806), Eylau (8 février 1807) et Friedland (14 juin 1807). Le 11 juillet 1807, il est fait officier de la Légion d'honneur et rentre en France en août de la même année après la paix de Tilsit pour soigner ses blessures.
Il est fait baron d'Empire le 19 mars 1808. Son blason se décrit ainsi : Parti; d'azur, au chevron d'or accosté en chef d'une merlette d'argent et en pointe d'une main dextre d'or tenant une branche de laurier de sinople et d'argent, au lion rampant et contourné de sable, coupé de gueules, au signe des barons sortis de l'armée. Livrées : bleu, noir, rouge, blanc. 

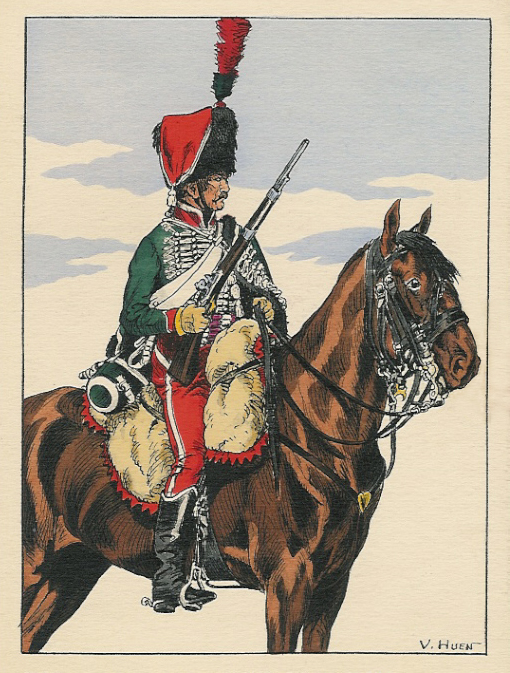
Cavalier du 8e hussards.

Il prend part avec le 8e hussards à la campagne d'Allemagne et d'Autriche de 1809 et combat à la bataille de Ratisbonne (19-23 avril 1809) et à la bataille d'Essling (20-22 mai 1809). Il est tué à la tête de son régiment de quatre escadrons (4e corps de Masséna, division Lasalle, brigade Piré), à la bataille de Wagram, le 6 juillet 1809. Il est mortellement blessé par un boulet alors que son chef de division, le général Lasalle, est tué d'une balle en plein front. Il avait 39 ans.

## Militaires homonymes des guerres de la Révolution et de l'Empire
- Antoine Jean-Baptiste Aubugeois de La Borde (1748-1814) : général de brigade de la Révolution française.
- Henri François Delaborde (1764 Dijon-1833 Paris) :  Général de division, Comte de l'Empire.
- Étienne Laborde (1782-1865) : Lieutenant-colonel aux chasseurs à pied de la Garde  en 1815, accompagne Napoléon à l'île d'Elbe - Député de la Charente-Inférieure en 1848.
- Jean-Baptiste Isidore Martin ou Martin de Laborde (1772-1852) : colonel du 6e régiment de cuirassiers et baron d'Empire.
- Alexandre de Laborde (1773-1842) : figure de la cour impériale et comte d'Empire, adjudant-major de la garde nationale en 1814, archéologue et homme politique.